# Arduino Arriguzzi
Arduino di Domenico degli Arriguzzi (Bologna, ... – 1531) è stato un incisore italiano.
Iniziò come organaro e costruì (1514) un modellino a croce latina con cupola della basilica di San Petronio; per la stessa chiesa fu incaricato di decorare le porte minori nel 1518 senza successo.
Nel 1514 costruì invece una cappella alla chiesa di San Giovanni in Monte.